# Łymanśke
Łymanśke (ukr. Лиманське) – osiedle typu miejskiego w rejonie rozdzielniańskim obwodu odeskiego Ukrainy.
Miejscowość założona w 1798 roku, zamieszkana przez około 7400 osób. Od 1957 roku posiada status osiedla.